# Jacksonville Jaguars 1995
La stagione 1995 dei Jacksonville Jaguars è stata la prima della franchigia nella National Football League.

## Calendario

### Stagione regolare
| Stagione regolare |                    |                         |                    |                                |                    |                    |                    |                    |
| Turno             | Data               | Avversario              | Risultato          | Stadio                         | Record             | Pubblico           |                    |                    |
| 1                 | 3/9                | Houston Oilers          | S 10–3             | Jacksonville Municipal Stadium | 0–1                | 72,363             |                    |                    |
| 2                 | 10/9               | at Cincinnati Bengals   | S 24–17            | Riverfront Stadium             | 0–2                | 48,318             |                    |                    |
| 3                 | 17/9               | at New York Jets        | S 27–10            | Giants Stadium                 | 0–3                | 49,970             |                    |                    |
| 4                 | 24/9               | Green Bay Packers       | S 24–14            | Jacksonville Municipal Stadium | 0–4                | 66,744             |                    |                    |
| 5                 | 1/10               | at Houston Oilers       | V 17–16            | Houston Astrodome              | 1–4                | 36,346             |                    |                    |
| 6                 | 8/10               | Pittsburgh Steelers     | V 20–16            | Jacksonville Municipal Stadium | 2–4                | 72,042             |                    |                    |
| 7                 | 15/10              | Chicago Bears           | S 30–27            | Jacksonville Municipal Stadium | 2–5                | 72,020             |                    |                    |
| 8                 | 22/10              | at Cleveland Browns     | V 23–15            | Cleveland Stadium              | 3–5                | 64,405             |                    |                    |
| 9                 | 29/10              | at Pittsburgh Steelers  | S 24–7             | Three Rivers Stadium           | 3–6                | 54,516             |                    |                    |
| 10                | Settimana di pausa | Settimana di pausa      | Settimana di pausa | Settimana di pausa             | Settimana di pausa | Settimana di pausa | Settimana di pausa | Settimana di pausa |
| 11                | 12/11              | Seattle Seahawks        | S 47–30            | Jacksonville Municipal Stadium | 3–7                | 71,290             |                    |                    |
| 12                | 19/11              | at Tampa Bay Buccaneers | S 17–16            | Tampa Stadium                  | 3–8                | 71,629             |                    |                    |
| 13                | 26/11              | Cincinnati Bengals      | S 17–13            | Jacksonville Municipal Stadium | 3–9                | 68,249             |                    |                    |
| 14                | 3/12               | at Denver Broncos       | S 31–23            | Mile High Stadium              | 3–10               | 72,231             |                    |                    |
| 15                | 10/12              | Indianapolis Colts      | S 41–31            | Jacksonville Municipal Stadium | 3–11               | 66,099             |                    |                    |
| 16                | 17/12              | at Detroit Lions        | S 44–0             | Pontiac Silverdome             | 3–12               | 70,204             |                    |                    |
| 17                | 24/12              | Cleveland Browns        | V 24–21            | Jacksonville Municipal Stadium | 4–12               | 66,007             |                    |                    |

## Classifiche
| AFC Central             | AFC Central | AFC Central | AFC Central | AFC Central | AFC Central | AFC Central | AFC Central |
|                         | V           | S           | P           | %           | PF          | PS          | Str.        |
| ----------------------- | ----------- | ----------- | ----------- | ----------- | ----------- | ----------- | ----------- |
| (2) Pittsburgh Steelers | 11          | 5           | 0           | .688        | 407         | 327         | S1          |
| Cincinnati Bengals      | 7           | 9           | 0           | .438        | 349         | 374         | V1          |
| Houston Oilers          | 7           | 9           | 0           | .438        | 348         | 324         | V2          |
| Cleveland Browns        | 5           | 11          | 0           | .313        | 289         | 356         | S1          |
| Jacksonville Jaguars    | 4           | 12          | 0           | .250        | 275         | 404         | V1          |